# Meiji-perioden
 Der er for få eller ingen kildehenvisninger i denne artikel, hvilket er et problem. Du kan hjælpe ved at angive troværdige kilder til de påstande, som fremføres i artiklen.

Meiji-perioden betegner perioden mellem 23. oktober 1868 og 30. juli 1912, hvor Meiji-kejseren regerede Japan. Det var den periode, hvor det feudale samfund blev moderniseret, og Japan blev til en stormagt.
Starten af den nye kejsers regering omtales som Meiji-restaurationen, hvor kejserrollen efter lang tid som kransekagefigur igen blev central i det japanske samfund. Som et symbol på ændringerne flyttedes hovedstaden fra Kyoto til Edo (Tokyo).
Den første reform bestod af fem punkter:
1. Indførelsen af rådgivende forsamlinger
2. Inddragelse af alle klasser i statsanliggender
3. Frihed til social og erhvervsmæssig mobilitet
4. Udskiftning af "onde vaner" med "retfærdige naturlige love"
5. International afsøgning af viden med henblik på at styrke grundlaget for kejsermagten.

I starten var det svært at reformere århundreders indsnævret styre, men mod slutningen af det 19. århundrede fik forskellige politiske partier efterhånden mere magt og en større rolle i landets politik.
Som led i den øgede internationale orientering moderniserede Japan også sit militær, og efterhånden som landets styrke steg, søgte man at udnytte denne udadtil. Første forsøg gik ikke så godt med nederlag til Kina i 1. kinesisk-japanske krig (1894-1895), men et tiår senere viste Japan sig som en betydelig militærmagt ved at besejre Rusland i Den russisk-japanske krig (1904-1905).